# Chronica Slavorum
La Chronica Sclavorum o Crónica de los eslavos es una crónica medieval que trata sobre la cultura y religión precristianas de los eslavos polabios. Fue escrita por Helmoldo de Bossau, un sacerdote e historiador sajón. Describe los acontecimientos relativos a las tribus eslavas noroccidentales conocidas como Wendos hasta 1171.

## Historia
La crónica una continuación de los Hechos de los Obispos de la Iglesia de Hamburgo de Adán de Bremen y fue a su vez seguida por la Chronica Slavorum de Arnold de Lübeck.